# Zuhajrijja
Zuhajrijja (arab. زهيرية) – wieś w Syrii, w muhafazie Al-Hasaka. W 2004 roku liczyła 1532 mieszkańców.